# Mohamed Lahbib Yeken
Mohamed Lahbib Yeken (arabe : محمد الحبيب يكن), né le 9 mars 1994 à Bizerte, est un footballeur tunisien évoluant au poste d'arrière droit.

## Biographie
Il commence sa carrière au Club athlétique bizertin (CAB), où il passe par toutes les catégories de jeunes. Il signe son premier contrat professionnel en 2011 avec ce club.
À la fin de son contrat avec le CAB en 2020, il est transféré librement à El Gouna FC.
Le 15 septembre 2021, il rejoint officiellement l'Étoile sportive du Sahel